# Liga BeNe 2013-14
La Liga BeNe 2013-14 fue la segunda edición de la liga con los mejores equipos de fútbol femenino de Bélgica y los Países Bajos.

## Formato
A diferencia de la primera edición, con un formato de dos fases en el que los equipos belgas y holandesas jugaban por separado en la primera, esta segunda edición fue una liga regular. La iban a jugar 16 equipos, pero dos de los equipos belgas, el Sinmt Truidense y el Zulte Waregem, desaparecieron en la pretemporada.

## Resultados
El Twente volvió a ganar la liga, de nuevo con dos puntos de ventaja sobre el Standard. El Ajax pasó de 4º a 3º, pero la mayor progresión fue la del Heerenveen, de 11º a 4º. En cambio el PSV-FCE pasó de 3º a 7º. 
De nuevo los equipos holandeses se mostraron superiores a los belgas a excepción del potente Standard, salvo el Zwolle, que acabó antepenúltimo. El Lierse superó al Anderlecht como el segundo mejor equipo belga.

## Goleadoras
Vivianne Miedema fue la máxima goleadora de la liga con 41 goles, 1,6 por partido, con solo 17 años. Su gran temporada le valió fichar por el Bayern, en la Bundesliga.

## Incidencias
Los problemas económicos no terminaron con la retirada del Sint Truidense y el Zulte Waregem. El Utrecht desapareció en mitad de la temporada, y el Royal Antwerp, en cuanto terminó. 

## Clasificación
- [21 - 02 - 03 --- 104 - 020 --- 65]  01. Twente (Champions 14-15)
- [20 - 03 - 03 --- 094 - 020 --- 63]  02. Standard Lieja (Champions 2014-15)
- [16 - 06 - 04 --- 068 - 023 --- 54]  03. Ajax Ámsterdam
- [15 - 02 - 09 --- 073 - 047 --- 47]  04. Heerenveen
- [13 - 04 - 09 --- 053 - 033 --- 43]  05. Telstar
- [12 - 03 - 11 --- 055 - 039 --- 39]  06. ADO
- [12 - 03 - 11 --- 048 - 042 --- 39]  07. PSV-FCE
- [11 - 05 - 10 --- 043 - 051 --- 38]  08. Anderlecht
- [09 - 07 - 10 --- 039 - 044 --- 34]  09. Lierse
- [08 - 07 - 11 --- 034 - 056 --- 31]  10. Leuven
- [09 - 03 - 14 --- 050 - 070 --- 30]  11. Zwolle
- [01 - 10 - 15 --- 019 - 070 --- 13]  12. Brujas
- [01 - 06 - 19 --- 017 - 089 --- 09]  13. Antwerp (disuelto al final de la temporada)
- [02 - 03 - 21 --- 022 - 115 --- 09]  14. Gent
- el  FC Utrecht desapareció en mitad de la temporada, y sus resultados fueron anulados.

## Goleadoras
- 41: Vivianne Miedema (Heerenveen)
- 27: Ellen Janssen (Twente)
- 22:  Pauline Crammer (Anderlecht)
- 21: Renate Jensen (ADO)
- 20: Anouk Dekker (Twente), Vanity Lewerissa (Standard)
- 18: Aline Zeler (Standard)
- 16: Marianne van Brummelen (Zwolle), Tessa Wullaert (Standard)
- 13: Desirée van Lunteren (Ajax), Jill Roord (Twente)
- 12: Maud Coutereels (Standard), Danielle van de Donk (PSV), Kristien Elsen (Leuven), Kristen Koopmans (Telstar),
- 11: Eshley Bakker (Ajax), Lisanne Grimberg (ADO), Karen Meeus (Leuven), Shanice van der Sanden (Twente), Sanne Schoenmakers (Standard)
- 10: Lavinia Poku (Telstar), Jannieke van der Pol (Zwolle) Sherida Spitse (Twente), Lisanne Vermeulen (PSV)